# Шезо
Шезо́ (фр. Chézeaux) — муніципалітет у Франції, у регіоні Гранд-Ест, департамент Верхня Марна. Населення — 77 осіб (01.01.2021). Від 1 серпня 1972 року до 31 грудня 2011 року Шезо входило до муніципалітету Терр-Наталь.
Муніципалітет розташований на відстані близько 270 км на південний схід від Парижа, 150 км на південний схід від Шалон-ан-Шампань, 45 км на південний схід від Шомона.

## Історія
До 2015 року муніципалітет перебував у складі регіону Шампань-Арденни. Від 1 січня 2016 року належить до нового об'єднаного регіону Гранд-Ест.

## Економіка
2010 року серед 41 особи працездатного віку (15—64 років) 29 були активними, 12 — неактивними (показник активності 70,7%). З 29 активних мешканців працювало 25 осіб (14 чоловіків та 11 жінок), безробітними було 4 (2 чоловіки та 2 жінки). Серед 12 неактивних 1 особа була учнем чи студентом, 4 — пенсіонерами, 7 були неактивними з інших причин.